# Edwardsiana nigripennis
Edwardsiana nigripennis är en insektsart som beskrevs av Erhard Christian 1953. Edwardsiana nigripennis ingår i släktet Edwardsiana och familjen dvärgstritar.
Artens utbredningsområde är Kalifornien. Inga underarter finns listade i Catalogue of Life.